# Gaza mon amour
Pour plus de détails, voir Fiche technique et Distribution.
Gaza mon amour (غزة مونامور, Ghazzah munamur) est une comédie dramatique française, allemande, portugaise, qatarienne et palestinienne réalisée par Arab et Tarzan Nasser et sortie en 2020.

## Synopsis
A 60 ans, Issa, pêcheur à Gaza, est secrètement amoureux de sa voisine, la couturière Siham. Une nuit, il trouve dans ses filets une statue d'Apollon phallique. Il la ramène tant bien que mal chez lui, et en la manipulant, casse par mégarde son phallus. 
Issa ayant confié à sa sœur son souhait de se marier, celle-ci lui amène des candidates, des femmes pieuses d'âge mur. Elle fait ensuite sa petite enquête sur Siham, qu'elle juge sévèrement, pas suffisamment pieuse, avec une fille divorcée beaucoup trop libre dans ses manières. 
Cherchant un prétexte pour entrer en relation avec Siham, il lui amène un pantalon en lui demandant de le raccourcir. Lorsqu'il vient chercher son pantalon, Siham peut constater qu'il est beaucoup trop court.  
Il amène le phallus à un expert pour qu'il l'examine. La police du Hamas est informée et vient perquisitionner chez lui. La statue est saisie et Issa passe quelques jours en prison, accusé de recel d'antiquités. La statue sera finalement vendue à un musée. 
Issa prend son courage à deux mains, et fait à Siham une demande en mariage maladroite qui la laisse interloquée. La fille de Siham arrive alors, éclate de rire devant le comique de la situation, et son rire se communique à Siham, puis à Issa. 
A bord du bateau de pêche, Issa et Siham peuvent donner libre cours à leur tendresse.

## Fiche technique
- Titre original : غزة مونامور, Ghazzah munamur
- Titre français : Gaza mon amour
- Réalisation et scénario : Arab et Tarzan Nasser
- Photographie : Christophe Graillot
- Montage : Véronique Lange
- Décors : Hamada Atallah
- Costumes : Hamada Atallah
- Musique : Andre Matthias
- Production : Marie Legrand et Rani Massalha
  - Producteur exécutif : Philippe Gautier, Johannes Jancke et Christian Vennefrohne
  - Coproducteur : Rashid Abdelhamid, Pandora da Cunha Telles, Khaled Haddad et Pablo Iraola
  - Producteur délégué : Julia Balaeskoul Nusseibeh
- Sociétés de production : Les Films du Tambour, Riva Filmproduktion et Ukbar Filmes
- Société de distribution : Dulac Distribution
- Pays de production :  France,  Allemagne,  Portugal,  Qatar et  Palestine
- Langue originale : arabe
- Format : couleur — 2,35:1
- Genre : Comédie dramatique
- Durée : 88 minutes
- Dates de sortie :
  - Italie : 5 septembre 2020 (Venise)
  - Canada : 10 septembre 2020 (Toronto)
  - Allemagne : 26 septembre 2020 (Hambourg)
  - États-Unis : 14 octobre 2020 (Chicago)
  - Belgique : 10 juillet 2021 (Mons)
  - Suisse romande : 6 octobre 2021
  - France :
    - 28 septembre 2021 (Lyon)
    - 6 octobre 2021 (en salles)

## Distribution
- Salim Daw : Issa
- Hiam Abbass : Siham
- Maisa Abd Elhadi : Leila
- Manal Awad : Manal
- George Iskandar : Samir
- Nabil Kawni : Walid
- Hitham Omari : Ali
- Hamada Attalah : Goldsmith
- Majd Eid : Mosab

## Réception

### Accueil critique
Le film recueille une note moyenne de 3,4/5 sur le site Allociné, sur la base de 16 critiques. 